# Cat
cat (от англ. concatenate) — утилита UNIX, выводящая последовательно указанные файлы (или устройства), таким образом объединяя их в единый поток.
Если вместо имени файла указывается «-», то читается стандартный ввод.
```
  
cat
 
a.txt
 
-
 
b.txt
 
>
 
abc.txt

  
cat
 
/dev/null
 
>
 
file_to_clear.txt

```

Иногда (в учебных примерах) используется в качестве первой ступени конвейера обработки текста утилитами sed, awk и так далее, хотя в большинстве случаев её можно заменить оператором '<' либо передачей имени файла в качестве аргумента, что позволяет избежать создания отдельного процесса. Может использоваться в следующих случаях:
- когда требуется вывести куда-то файл без изменений;
- когда требуется объединить более одного файла (например, части одного файла, разбитого командой split) либо файл(ы) с потоком стандартного ввода;
- когда требуется просмотреть содержимое файла.

## История
cat была частью ранних версий Unix, например, версии 1, и заменила pr, утилиту PDP-7 для копирования одного файла на экран. Версия cat в GNU Coreutils была написана Торбьорном Гранлундом и Ричардом Столлманом.

## Аналоги в других операционных системах
В Windows для аналогичных целей можно использовать команду следующего вида:
```
  
copy
 /b a.txt + b.txt abc.txt

```

Для вывода содержания файла на экран можно использовать команду type.